# Batrachocephalus mino
Batrachocephalus mino és una espècie de peix de la família dels àrids i de l'ordre dels siluriformes.

## Morfologia
- Els mascles poden assolir 25 cm de longitud total.[2][3]

## Alimentació
Menja peixets i invertebrats.

## Hàbitat
És un peix demersal i de clima tropical.

## Distribució geogràfica
Es troba a l'Índia, Sri Lanka, Bangladesh, Myanmar, Tailàndia, Indonèsia, Brunei i Malàisia, i incloent-hi la zona de marees del riu Mekong.

## Ús comercial
Es comercialitza principalment fresc.